# Stanley (Durham)
Pour les articles homonymes, voir Stanley.
Stanley est une ville anglaise située dans le comté de Durham, au Royaume-Uni. En 2011, sa population était de 32 766 habitants.

## Personnalités liées à la ville
- David Horsley (1873-1933), producteur de cinéma, considéré comme un pionnier de l'industrie du cinéma, y est né ;
- Yvonne Ridley (1958-), journaliste, y est née.